# Delphinium bicornutum
Delphinium bicornutum là một loài thực vật có hoa trong họ Mao lương. Loài này được Hemsl. mô tả khoa học đầu tiên năm 1879.